# Bee Train
Bee Train (jap. ビィートレイン株式会社 Biītorein Kabushikigaisha) – japońskie studio filmowe, zajmujące się produkcją filmów anime, założone 5 czerwca 1997 roku przez Kōichi Mashimo, który był wcześniej kierownikiem w Tatsunoko Production.

## Produkcje
1999
- PoPoLoCrois
- Arc the Lad
- Wild Arms
- Medabots

2001
- Noir

2002
- .hack//SIGN
- .hack//Liminality

2003
- Avenger
- .hack//Legend of the Twilight
- IGPX

2004
- MADLAX
- Gin'yu Mokushiroku Meine Liebe

2005
- Tsubasa Chronicle (pierwszy sezon)

2006
- Gin'yu Mokurshiroku Meine Liebe wieder
- .hack//Roots
- Spider Riders
- Tsubasa Chronicle (drugi sezon)

2007
- Murder Princess
- El Cazador de la Bruja
- Spider Riders

2008
- Mugen no jūnin
- Batman: Rycerz Gotham

2009
- Phantom: Requiem for the Phantom

2010
- Halo Legends: Homecoming
- Shinrei Tantei Yakumo

2011
- Hyōge Mono